# Fazlollah Zahedi
 (avril 2020).
Si vous disposez d'ouvrages ou d'articles de référence ou si vous connaissez des sites web de qualité traitant du thème abordé ici, merci de compléter l'article en donnant les références utiles à sa vérifiabilité et en les liant à la section « Notes et références ».
Pour les articles homonymes, voir Zahedi.
Mohammad Fazlollah Zahedi (en persan : ﻣﺤﻤﺪ فضل‌الله زاهدی), né le 17 mai 1892 et mort le 2 septembre 1963, est un général et homme politique iranien. Il a occupé le poste de Premier ministre d'Iran entre 1953 et 1955, après la chute de Mohammad Mossadegh, à la suite du coup d'État de 1953 orchestré  par la CIA et les services de renseignement britanniques, MI6, à l'instigation de Anglo-Persian Oil Company.

## Biographie

### Jeunesse
Né à Hamedan en 1897, il est le fils de Abol Hassan « Bassir Diwan » Zahedi, riche propriétaire terrien originaire d'Hamedan. Fazlollah Zāhedi est nommé général dans l'armée iranienne à l'âge de 25 ans, et il en est alors le plus jeune. Il sert dans la brigade des Cosaques aux côtés de Reza Khan, qui deviendra Reza Chah en 1925.
Sous le règne des Qadjars, il fait partie des officiers envoyés dans le Gilan pour mettre fin au Mouvement constitutionnaliste du Gilan de Mirza Kuchak Khan. Il est également impliqué dans la chute du gouvernement de Seyyed Zia'eddin Tabatabai en 1920. Il arrête également le cheikh Khaz'al Khan et le ramène à Téhéran dans un litige avec les britanniques.
Le général Zāhedi est nommé gouverneur militaire de la province du Khouzestan (à l'époque le noyau de l'industrie pétrolière en Iran) sous le règne de Reza Chah. En 1932, il est nommé chef de la police nationale (Shahrbani).
Pendant la Seconde Guerre mondiale, il est nommé commandant général de la division d'Ispahan. Après la destitution de Reza Chah par les britanniques en 1941, Fazlollah Zāhedi est arrêté par les forces britanniques en 1942 après l'invasion anglo-soviétique de l'Iran, car il venait de résister aux forces étrangères qui avaient envahi le pays. Il est alors forcé de quitter le pays et est interné en Palestine jusqu'à la fin de la guerre en tant que « germanophile. »
De retour d'exil en 1945, Zāhedi devient inspecteur des forces militaires dans le sud de l'Iran. Il devient de nouveau chef de la police nationale en 1949, quand Mohammad Reza Pahlavi le nomme afin de contrebalancer le pouvoir grandissant du chef d'état major des armées (Sepahbod) Haj Ali Razmara.

### Rôle pendant la nationalisation (13 mars 1951 - 28 février 1953)

Mohammad Mossadegh, Premier Ministre de 1951 à 1953

Après sa retraite de l'armée, il est nommé sénateur en 1950. Pendant le gouvernement de Hossein Ala', il occupe le poste de ministre de l'Intérieur (1951), poste qu'il conserve un temps sous le mandat de Mohammad Mossadegh. Bien que Zāhedi soutienne la politique de nationalisation de l'industrie du pétrole entreprise par Mossadegh, il se méfie de la montée en puissance du parti communiste national, le Tudeh qui a été interdit quelques années auparavant, mais dont les dignitaires encore actifs, se sont alliés à Mossadegh. Le contexte de la nationalisation du pétrole doit, en effet, beaucoup au Tudeh qui a organisé, depuis son passage dans la clandestinité, de nombreuses manifestations pour soutenir le droit d'un pays à posséder ses propres ressources, le pétrole iranien étant exploité sous concession par les britanniques depuis 1901.

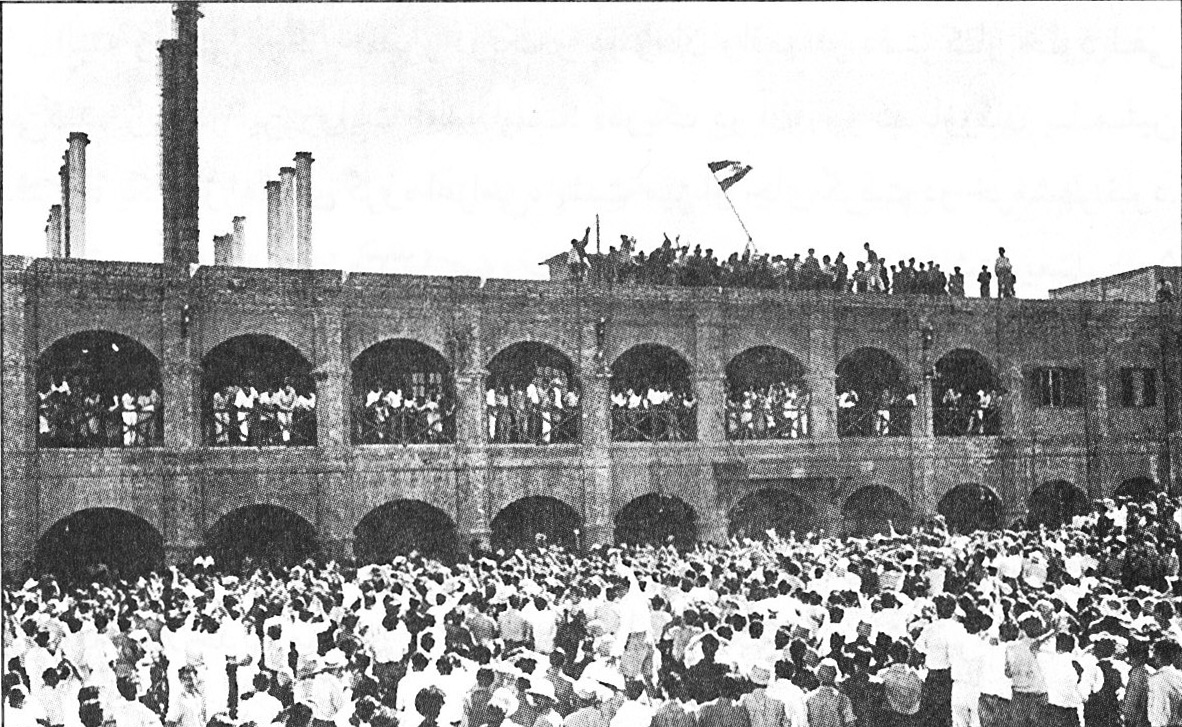
Le 20 juin 1951, Mossadegh, le shah et la reine se rendent au siège de l'AIOC pour assister au changement de logo officiel (le drapeau iranien sur les pompes à essence)

Après la proclamation officielle de nationalisation du pétrole le 21 juin 1951, le Royaume-Uni met en place des sanctions contre l'Iran.L'administrateur du plan Marshall, Averell Harriman, vient officiellement en Iran le 14 juillet 1951 pour voir comment se déroule la nationalisation. En effet, les États-Unis, rivaux discrets des Britanniques dans la région, avaient apporté leur soutien à la nationalisation. Des manifestations en faveur de la nationalisation du pétrole sont alors réprimés par les forces de police, avec 20 victimes et plus de 2000 blessés. Mossadegh limoge alors son ministre de la police suite, et le général Zahédi, toujours ministre de l'Intérieur, remet sa démission.
Les mois passent et la crise gangrène se perpetue. Mossadegh mise sur une guerre d'usure avec les britanniques et pense que ces derniers finiront par lever les sanctions ; de nombreuses personnalités, dont le Chah, préfèrent reprendre les négociations avec les britanniques, avec qui les relations internationales ont été interrompues. En juillet 1952, Mossadegh demande au shah le contrôle de l'armée pour pouvoir « forcer le destin. » Méfiant, Mohammad Reza Chah refuse. Mossadegh donne la démission de son cabinet le 17 juillet 1952. Le Shah appelle à la tête du gouvernement Ghavam os-Saltaneh, mais des émeutes pro-Mossadegh éclatent un peu partout, incendiant même la maison de Ghavam. En catastrophe, le monarque rappelle Mossadegh le 22 juillet 1952. Mossadegh obtient des deux chambres parlementaires (le Majilis et le Sénat) les pleins pouvoirs refusés à peine cinq jours plus tôt.

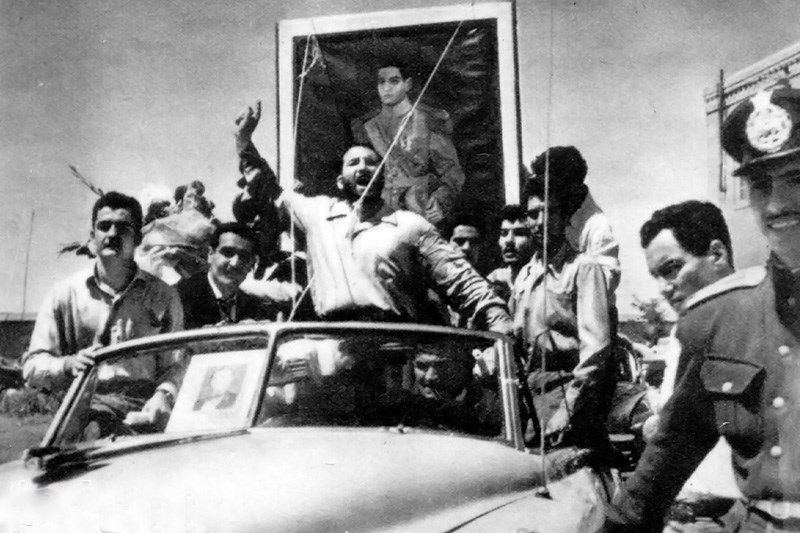
Shaban Jafari, un des meneurs pro-Pahlavi recrutés par la CIA pour manifester en faveur du Chah, en février (ou août) 1953

Mais en février 1953, la tension étant toujours plus forte entre le chah et Mossadegh, le gouvernement de ce dernier prévoit le départ du couple impérial pour vider l'abcès. Des manifestations pro-Pahlavi sont alors organisées dans la capitale par la CIA, dont notamment celles menées par Shaban Jafari  Le gouvernement fait ensuite arrêter plusieurs personnalités suspectées d'être responsables des troubles, dont Jafari et le général Zahédi. Mais ce dernier est relâché, faute de preuves et de charges.

### Rôle pendant le plan AJAX (28 février 1953 - 16 août 1953)
Dans un contexte de guerre froide, les brittaniques répandent des rumeurs  à Washington comme quoi Mossadegh aurait décidé de se tourner vers l'URSS et ses alliés pour vendre le pétrole iranien. Les États-Unis se mettent d'accord avec la Grande-Bretagne pour organiser un coup d'état afin de renverser Mossadegh. Le Shah, qui souhaite régler ses comptes avec Mossadegh, bien que réticent au début, accepte finalement cette idée. Lui et Washington pense à démettre Mossadegh et à le remplacer par un autre homme. Très vite, l'idée que cet homme soit le général Zahédi s'impose. Le projet au nom de code TPAJAX prend forme.
Le colonel Nematollah Nassiri, membre de la Garde Impériale, doit quitter Kelardasht, où le shah passe ses vacances le 15 août 1953, prenant avec lui deux firmans, tous deux signés de la main du chah, l'un destituant Mossadegh et l'autre nommant Zahédi à la tête du gouvernement. Mais alors que Zahédi reçoit son décret, Nassiri est arrêté chez Mossadegh par ce dernier, et le coup d'État échoue. Le Shah, qui apprend la nouvelle, s'enfuit en catastrophe au matin du 16 août, vers Bagdad avant de gagner Rome avec son épouse la reine Soraya et deux fidèles.

### Contrecoup et chute de Mossadegh (16 août 1953 - 19 août 1953)

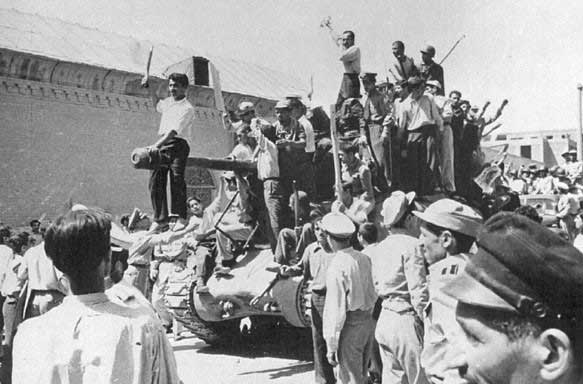
Épilogue de l'opération Ajax : la victoire des troupes de Zahédi.

Laissé dans une situation très inconfortable par l'échec du putsch, le général Zāhedi se cache mais met en place un contre-coup d'État dès le 16 août, avec l'aide de nombreux contacts, dont son fils Ardéshir, organisant de nombreuses manifestations pro-Pahlavi, la nouvelle de la fuite du chah s'étant faite savoir ; Il utilise également la crainte que suscite le Tudeh, dont les manifestants se livrent à des exactions chaotiques, et qui demande la proclamation de la république. Rapidement, la population se retrouve favorable à sa cause. Le coup de grâce pour le gouvernement Mossadegh arrive le 19 août 1953 : le Premier Ministre Mossadegh décide de nommer administrateur de la loi martiale un militaire, le général Daftari, qui est favorable au général Zahédi et retourne l'armée à son profit. De plus, les religieux, grands meneurs de manifestants, menés par les ayatollahs Kachani et Béhabahani, ainsi que les chefs du Bazar de Téhéran, sous l'injonction du grand ayatollah Bouroudjerdi, se retournent en faveur de Zahédi. Des manifestations éclatent un peu partout et la résidence du « Vieux Lion » est attaquée ; Mossadegh s'enfuit. Zahédi sort de sa cachette et sur un tank avec son fils, triomphe dans les rues de Téhéran avant de se rendre au siège la radio Nationale. Légitimé par le décret du chah, dont des milliers de copies ont été distribués dans le public, Zāhedi se proclame Premier ministre.
Même si des personnalités autour lui conseillent d'écarter le Chah, toujours à Rome, Zahédi refuse et le Chah rentre en Iran le 22 août.

#### Contestation de la légitimité de son action

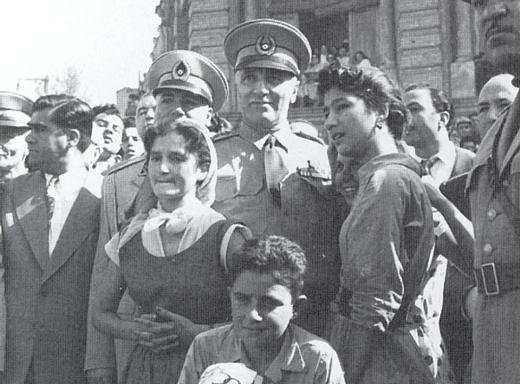
Le général Zahédi, le 19 août 1953.

Zahédi a clamé, lors de son intervention radiophonique au soir du 19 août notamment, que Mossadegh, de par son refus d'obéir à son éviction et d'arrêter Nassiri, a signé une tentative de putsch et que lui n'a fait que restaurer la légitimité monarchique en contribuant à la chute du docteur Mossadegh. Toutefois, les historiens discutent la constitutionnalité des firmans signés par le Chah, ce dernier devant référer au Parlement avant de pouvoir changer de Premier ministre. Mais le Parlement n'étant pas en fonction, car dissous quelques semaines auparavant par Mossadegh, le shah avait constitutionnellement le droit de le faire. Cependant, la démission du gouvernement ayant dû se faire en pleine nuit, et alors que ledit gouvernement n'était pas réuni, avec des membres des services secrets étrangers (les actions de la CIA alors supervisées par Kermit Roosevelt Jr. et celles du MI6 supervisées par Shapour Reporter) encadrant Nassiri - pour finalement s'enfuir lorsque Nassiri est arrêté -, l'idée du coup d'État est accréditée, au moins pour les évènements de la nuit du 15 au 16 août, ce qui rend ambigu le statut de la prise de pouvoir du général Zahédi.

### Premier Ministre (19 août 1953 - 7 avril 1955)

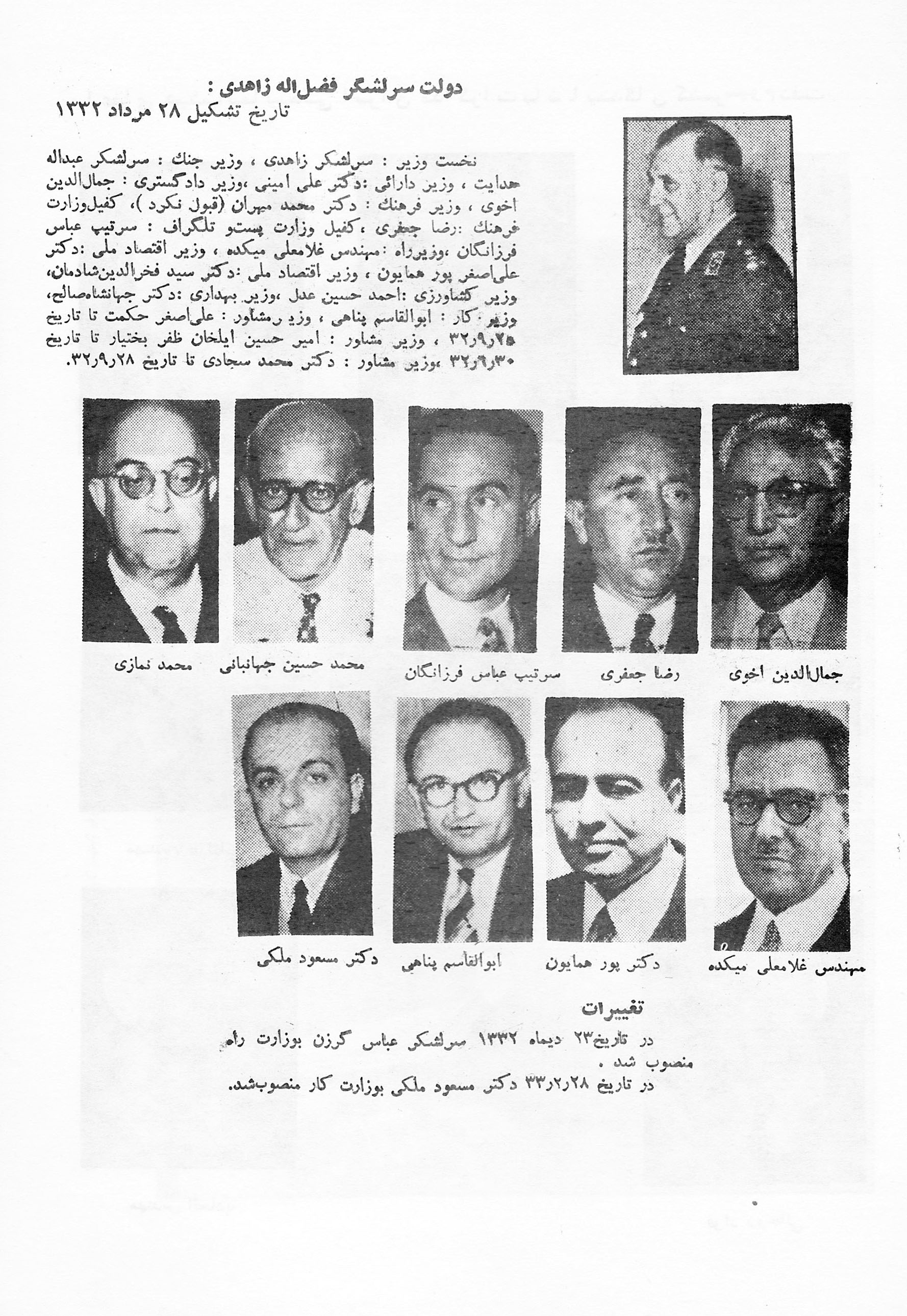
Le cabinet du Premier Ministre Zahedi, 1953

Dès le début de son mandat, Zahédi accumule maladroitement les erreurs de protocole avec le shah qui laissent penser qu'il ne l'a fait revenir que pour s'en débarrasser ensuite, utilisant pour l'instant le symbole qu'il est. Il se fait très vite de nombreux ennemis à la Cour de Téhéran. Mais il sait se montrer modérateur : en 1953, quelques jours après son accession au pouvoir, un chef de tribu, qu'il connaît, Nasser Khan Qashqai, lui demande via une lettre, implicitement, de profiter de sa position pour chasser le chah. Zahédi refuse mais parvient néanmoins à calmer le jeu, la tribu ne se révolte pas, et l'armée n'ayant pas été envoyée, si ce n'est quelques vols au-dessus de leurs territoires, pour stimuler la peur des tribus de l'aviation.
Il est vite courtisé par les Américains qui lui envoient le 22 août 45 millions de dollars, officiellement pour avoir résolu la crise en rappelant le shah, puis 60 millions pour équiper l'armée. Des divergences apparaissent entre lui et le souverain sur la façon d'équiper l'armée. En outre, à l'automne 1953, un capitaine de l'armée, Abdol-Hassan Abbassi, est arrêté pour conduite suspecte ; il collabore vite avec les administrateurs de la loi martiale, menés par Teymour Bakhtiar, et ceux-ci découvrent un réseau d'officiers communistes à l'intérieur de l'armée, théoriquement hors-la-loi puisque le parti communiste est interdit depuis 1949.

Plus de 600 officiers sont impliqués dans "l'Organisation", laquelle est démantelée, tandis que l'on découvre des dépôts d'armes, des imprimeries clandestines et même des listes de membres civils. Le Chah dira même dans ses mémoires avoir aperçu des timbres de la future "République populaire d'Iran" parmi les objets saisis. Ce qui impliquerait qu'un coup d'État militaire et communiste, semblable à celui qui aura lieu cinq ans plus tard en Irak, était en préparation. L'affaire fait grand bruit et les supputations de tout type vont bon train : l'URSS était-il en train de préparer un coup d'état ?, se demande-t-on rapidement dans les cercles impériaux. Le démantèlement terminé, les relations du gouvernement Zahédi avec l'URSS, déjà froides, se tendent encore plus, de même que celles avec les cercles communistes. Le général, pour sa part, fait gracier son officier garde du corps, impliqué, tandis que vingt-sept peines capitales sont prononcées.

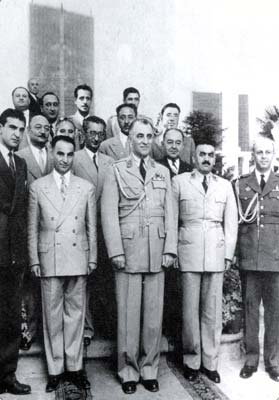
Le Premier Ministre Zahédi et ses collaborateurs ; son fils se trouve à l'extrême-gauche

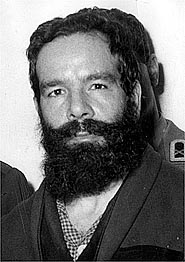
Hossein Fatémi, après des mois de cavale, est arrêté

Un des autres points noirs dans le dossier de Zahédi est la torture et l'éxecution de Hossein Fatémi, numéro deux du gouvernement Mossadegh, qui fut arrétéé en mars 1954, torturé et finalement condamné à mort le 10 octobre 1954.

Le général Zahédi et le Shah sont tout de même d'accord sur un point : les nouveaux accords pétroliers, entérinés le 20 octobre 1954, stipulent que la SNIP, qui vent le pétrole iranien national, ne peut le vendre qu'à un consortium de distribution, composé de l'ex-AIOC (40 %), l'ensemble des compagnies américaines (40%), la Royal Dutch Shell (14 %) et la Compagnie française de pétrole (6 %). Mais la SNIP, créée après la nationalisation par Mossadegh, peut compter sur 25 % des bénéfices engrangés (là où le pays n'en percevait que 1/5 avant la nationalisation), sans compter qu'un impôt à 50 % taxe le pétrole qui quitte désormais le territoire iranien. Ni le chah, ni le Premier ministre, ne sont satisfaits de ses accords qu'ils estiment trop peu nationaux. 

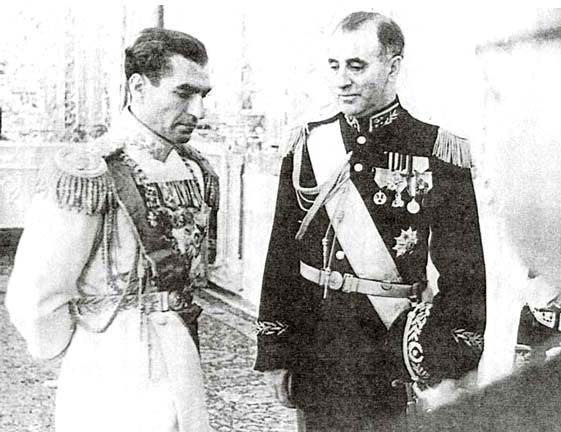
Le général Zahédi, Premier ministre, et Mohammad Reza Pahlavi, shah d'Iran

Le meneur des négociations, Ali Amini, plus tard devenu Premier Ministre, gardera une réputation sulfureuse de pro-américain, laquelle expliquera le peu d'estime que le shah lui porta, et précipitera son éviction en juillet 1962.
Zahédi et le Shah se disputent également sur la question de l'adhésion de l'Iran au pacte de Bagdad, alter ego de l'OTAN au Moyen-Orient. L'Iran y adhèrera après la démission du général, le 3 novembre 1955. Les conflits, ouverts ou discrets, se multiplient entre les deux hommes, et le shah finit par prendre son sauveur en grippe, ses prises de décision l'irritant fortement. Comme lorsque le général Zahédi a conduit une procession de commémoration du coup d'État du 21 février 1921 mené par Reza Chah, auquel il a participé, le 21 février 1955. En effet, Zahédi se rend seul devant le mausolée de Reza Chah, Mohammad Reza Chah et Soraya étant alors en visite à l'étranger. Décision est prise de le faire partir.
Le 4 avril 1955, Asadollah Alam, émissaire du shah, informe le général que son gouvernement prendra fin dans quelques jours, après lui avoir expliqué les raisons de son départ, argumentant en utilisant tout ce qui est évoqué ci-dessus ; en outre, il offre au général-Premier ministre plusieurs « parachutes » après sa mise en retrait forcée. Zahédi les décline toutes, parfois avec fureur. Le Shah ne l'a alors pas officiellement encore destitué, mais ça ne tarde pas : le lendemain midi, lors d'un dîner, décrit dans les mémoires de la reine, où se retrouvent le couple royal et Zahédi, le Shah congédie et remercie officiellement Zahédi,.
Le 7 avril, il préside son dernier conseil des Ministres, puis est reçu par le Shah une dernière fois, et quitte le palais. L'annonce de la démission de son gouvernement est faite, et quelques fidèles ont le temps d'arriver à l'aéroport par lequel le général quitte le pays. Un baroud d'honneur composé de soldats, improvisé, a été formé.
Zahédi s'envole vers Beyrouth. Par la suite, le général s'installe en Suisse, à Genève puis à Montreux.

### Après le gouvernement (7 avril 1955 - 2 septembre 1963)

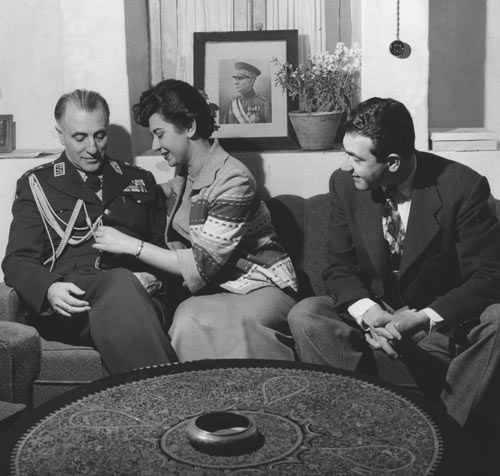
Fazlollah Zahedi et ses deux enfants ; sa fille Homa et son fils Ardeshir

Son dernier poste au service de l'État est celui d'ambassadeur auprès des Nations unies à Genève. Il a accepté sur les insistances de sa belle-fille, pour le mariage de laquelle il est revenu en Iran en 1957. Il n'exercera jamais cette fonction dans les faits, mais elle le soulagera financièrement. Il meurt le 2 septembre 1963, à 70 ans. Il a droit à des funérailles nationales, étant mieux traité sur le plan protocolaire que d'autres Premiers Ministres avec lesquels le chah s'était fâché, comme Mossadegh ou Ghavam. Il faut dire que son fils était alors le gendre du souverain.
Néanmoins, la manière dont il a finalement accepté sa mise à la retraite forcée en 1955 reste assez impassible, le général n'ayant pas tenté de se maintenir au pouvoir. Pourtant, sa correspondance intime, publiée après sa mort, révèle une certaine amertume dans la perception du sort réservé par le Shah. Ce dernier a fait en effet preuve d'une grande ingratitude, comme on peut le voir dans son/ses autobiographie(s), où il ne parle quasiment jamais du général.

## Vie privée
Fazlollah Zāhedi était marié à Khadijeh Pirnia qui était la fille de Mirza Hossein Khan Pirnia (dont le titre était Motamen-ol-Molk), lui-même fils du chah Qadjar Mozaffaredin (1853 - 1907). Avec elle, il a eu un fils, Ardeshir, et une fille, Homa.
Son fils Ardeshir Zahedi a été diplomate et politicien, et s'est marié avec la princesse Shahnaz Pahlavi, fille du premier mariage de Mohammad Reza Pahlavi avec la princesse Fawzia d'Égypte, fille du roi Fouad Ier. Bien que Shahnaz et Ardeshir aient divorcés en 1964, le Shah continuera à garder Zahédi fils dans ses contacts, en en faisant un homme clé du régime, devenant Ministre des Affaires étrangères avant et après avoir été ambassadeur à Washington et à Londres. Il eut un rôle important dans l'indépendance du Bahreïn ; enfin, il fut pressenti pour devenir Premier Ministre après l'attaque du général Gholam Reza Azhari et la fin de son cabinet, fin 1978, avant d'être finalement supplanté par Shapour Bakhtiar.

## Sources
- Yves Bomati, Houchang Nahavandi, Mohammad Réza Pahlavi, le dernier shah/1919-1980, Perrin, 2013